# Jatobá
Jatobá est une municipalité brésilienne située dans l'État du Maranhão.